# Drisípara
Drisípara o Drizípara (en griego: Δριζιπάρα), fue una ciudad antigua perteneciente a la provincia de Europa, en Tracia.

## Historia
Aunque se desconoce la historia antigua de esta ciudad, puede que fuese fundada como una ciudad-fortaleza por las tribus tracias. El lugar era conocido por los griegos como Drisípara. Las obras de Ptolomeo parecen situarla en un tramo de la vía Militaris que conducía de Adrianópolis a Bizancio.
En la ciudad existía una basílica dedicada a San Alejandro, quien sufrió martirio en este lugar bajo el mandato de Maximiano. Sin embargo, en el año 591, los ávaros queman la iglesia y destruyen las reliquias del mártir, saqueando el cubrimiento de plata.
La ciudad de Drisípara se erigió como sede titular en la Tracia Prima. Para el siglo VII se había convertido en una archidiócesis. Aunque inicialmente fue sufragánea de Heraclea, en los siglos VIII y IX se convirtió en un arzobispado independiente, que solo fue suprimido durante las invasiones búlgaras. Tan solo se conservan los nombres de dos de los obispos diocesanos: Teodoro, que asistió al Segundo Concilio de Constantinopla, en el año 553, y Ciriaco, presente en el Segundo Concilio de Nicea, en el año 787.
A partir del siglo IX, las Notitia Episcopatuum de los sucesivos emperadores bizantinos hacen referencia a la sede episcopal con el nombre de Mesene (en griego: Μεσσηνί), de donde deriva el actual topónimo de Misinli. No queda claro si la antigua Drisípara cambió de nombre o, si por el contrario, la población fue perdiendo relevancia en favor de la mencionada Mesene. En cualquier caso, no se la menciona en ninguna lista posterior al siglo XVI, posiblemente por la conquista otomana.
El sultán Murad I conquistó la región en el siglo XIV. Parece ser que la esposa de Lucas Notaras, último megaduque bizantino, murió esclavizada en el lugar. Más tarde, en el siglo XVI, el sultán Bayezid II mandó fundar una nueva ciudad que recibió el nombre de Karisdirán, llamada así en honor al bey Karistirán Suleymán. La ciudad se fundó a unos kilómetros al oeste de la antigua Mesene, lo que significó su declive. Probablemente, se aprovecharan los restos de la antigua Drisípara para fundar la nueva ciudad de Karisdirán, lo que confirmaría que, efectivamente, Drisípara y Mesene fueron ciudades distintas.

## Yacimiento
Al no existir restos visibles, y a falta de una actuación arqueológica, su ubicación es imprecisa, basada en algunos escritos y en la tradición oral.
En la actualidad, Karisdirán está dividida en dos entidades locales: Karisdirán grande (en turco: Büyükkarıştıran), donde se supone que se encontraría la antigua ciudad griega, y Karisdirán chico (en turco: Küçükkarıştıran).
Por su parte, Misinli, la antigua Mesene, conserva los restos de lo que parece haber sido un castillo bizantino del siglo VI.